# Chociwel
Chociwel (Duits: Freienwalde in Pommern) is een stad in het Poolse woiwodschap West-Pommeren, gelegen in de powiat Stargardzki. De oppervlakte bedraagt 3,67 km², het inwonertal 3279 (2005).

## Verkeer en vervoer
- Station Chociwel